# Primeira Divisão 1972/1973
Primeira Divisão 1972/73 byla nejvyšší portugalskou fotbalovou soutěží v sezoně 1972/73. Vítězem se stal a do Poháru mistrů evropských zemí 1973/74 se kvalifikoval tým Benfica Lisabon, Pohár UEFA 1973/74 hrály týmy CF Os Belenenses a Vitória Setúbal. Účast v Poháru vítězů pohárů 1973/74 si zajistil vítěz portugalského poháru Sporting Lisabon.
Ligy se zúčastnilo celkem 16 celků, soutěž se hrála způsobem každý s každým doma-venku (celkem tedy 30 kol) systémem podzim-jaro. Sestupovaly poslední 3 týmy.

## Tabulka
| Poř. | Tým                     | Z  | V  | R  | P  | VG  | OG | B  |
| ---- | ----------------------- | -- | -- | -- | -- | --- | -- | -- |
| 1.   | Benfica Lisabon         | 30 | 28 | 2  | 0  | 101 | 13 | 58 |
| 2.   | CF Os Belenenses        | 30 | 14 | 12 | 4  | 53  | 30 | 40 |
| 3.   | Vitória Setúbal         | 30 | 16 | 6  | 8  | 65  | 26 | 38 |
| 4.   | FC Porto                | 30 | 15 | 7  | 8  | 56  | 28 | 37 |
| 5.   | Sporting Lisabon        | 30 | 15 | 7  | 8  | 57  | 31 | 37 |
| 6.   | Vitória Guimaraes       | 30 | 11 | 11 | 8  | 38  | 38 | 33 |
| 7.   | Boavista FC             | 30 | 12 | 7  | 11 | 41  | 47 | 31 |
| 8.   | GD Fabril Barreiro      | 30 | 11 | 8  | 11 | 38  | 37 | 30 |
| 9.   | Leixões SC              | 30 | 11 | 8  | 11 | 32  | 45 | 30 |
| 10.  | FC Barreirense          | 30 | 9  | 7  | 14 | 43  | 64 | 25 |
| 11.  | SC Farense              | 30 | 8  | 8  | 14 | 27  | 53 | 24 |
| 12.  | SC Beira-Mar            | 30 | 5  | 13 | 12 | 27  | 57 | 23 |
| 13.  | CD Montijo (N)          | 30 | 9  | 5  | 16 | 29  | 47 | 23 |
| 14.  | CF União de Coimbra (N) | 30 | 5  | 7  | 18 | 22  | 54 | 17 |
| 15.  | Atlético CP             | 30 | 4  | 9  | 17 | 27  | 52 | 17 |
| 16.  | União de Tomar          | 30 | 6  | 5  | 19 | 35  | 69 | 17 |

|  | Pohár mistrů evropských zemí 1973/74 |
|  | Pohár vítězů pohárů 1973/74          |
|  | Pohár UEFA 1973/74                   |
|  | Sestup do Segunda Divisão            |
|  | (N) - nováček                        |

## Nejlepší střelci
| P.  | Nár         | Hráč               | Tým              | Branky |
| --- | ----------- | ------------------ | ---------------- | ------ |
| 1.  | Portugalsko | Eusébio            | Benfica Lisabon  | 40     |
| 2.  | Brazílie    | Flávio Minuano     | FC Porto         | 21     |
| 3.  | Argentina   | Héctor Yazalde     | Sporting Lisabon | 19     |
| 4.  | Portugalsko | Nélson Fernandes   | Sporting Lisabon | 18     |
| 5.  | Brazílie    | Duda               | Vitória Setúbal  | 17     |
| 5.  | Portugalsko | Abel Miglietti     | FC Porto         | 17     |
| 7.  | Paraguay    | Francisco González | CF Os Belenenses | 16     |
| 8.  | Portugalsko | Arcanjo            | Vitória Setúbal  | 14     |
| 8.  | Portugalsko | Mário Moinhos      | Boavista FC      | 14     |
| 10. | Portugalsko | José Torres        | Vitória Setúbal  | 13     |